# Tulum
Tulum is een oude Mayastad in de staat Quintana Roo op het schiereiland Yucatán, in het uiterste oosten van Mexico. De stad ligt op een 12 meter hoge klif aan de Caraïbische Zee in de Riviera Maya en is daarmee een populaire bestemming voor toeristen.
Bij Tulum ligt het dorpje Tulum Pueblo, dat zo'n 10.000 inwoners heeft en een van de snelstgroeiende plaatsen van Mexico is. Vlakbij liggen ook de opgravingen van Xel-Há.

## Herkomst van de naam
Tulum met als betekenis muur is een koloniale naam want oorspronkelijk heette de plaats waarschijnlijk Zama, wat kan vertaald worden als Ochtendstad of Stad van de Zonsopgang. Dit had de plaats te danken aan haar oostelijke oriëntatie met zicht over de Caraïbische Zee.

## Geschiedenis
De eerste inscriptie in Tulum dateert uit 564 maar de bloeiperiode van de stad was van de elfde tot de vijftiende eeuw. Deze stad had destijds een religieuze functie maar werd ook als handelscentrum gebruikt. Zo kwamen hier land- en zeeroutes bij elkaar en werd er vanuit de nu verloren haven handel gedreven met de binnenlanden van het huidige Guatemala via de Río Motagua. Nadat de stad in de zestiende eeuw werd verlaten werden er nog religieuze ceremonies uitgevoerd.
Juan Diaz de kapelaan van ontdekkingsreiziger Juan de Grijalva was de eerste westerling die de stad tijdens de verkenningstocht van het Yucatán schiereiland (in 1518) beschreef maar pas in de 19e eeuw kwam er archeologische belangstelling voor deze stad.

## De bouwwerken
De stad is geheel ommuurd behalve aan de kustzijde en naast el castillo (het kasteel) staan er verschillende tempels waaronder el templo del mar (de zeetempel), el templo de las pinturas (de tempel van de schilderijen), el templo del dios descendente (de tempel van de neerdalende god), el templo del dios del viento (de tempel van de windgod) en el templo de la serie inicial (de tempel van de eerste serie).

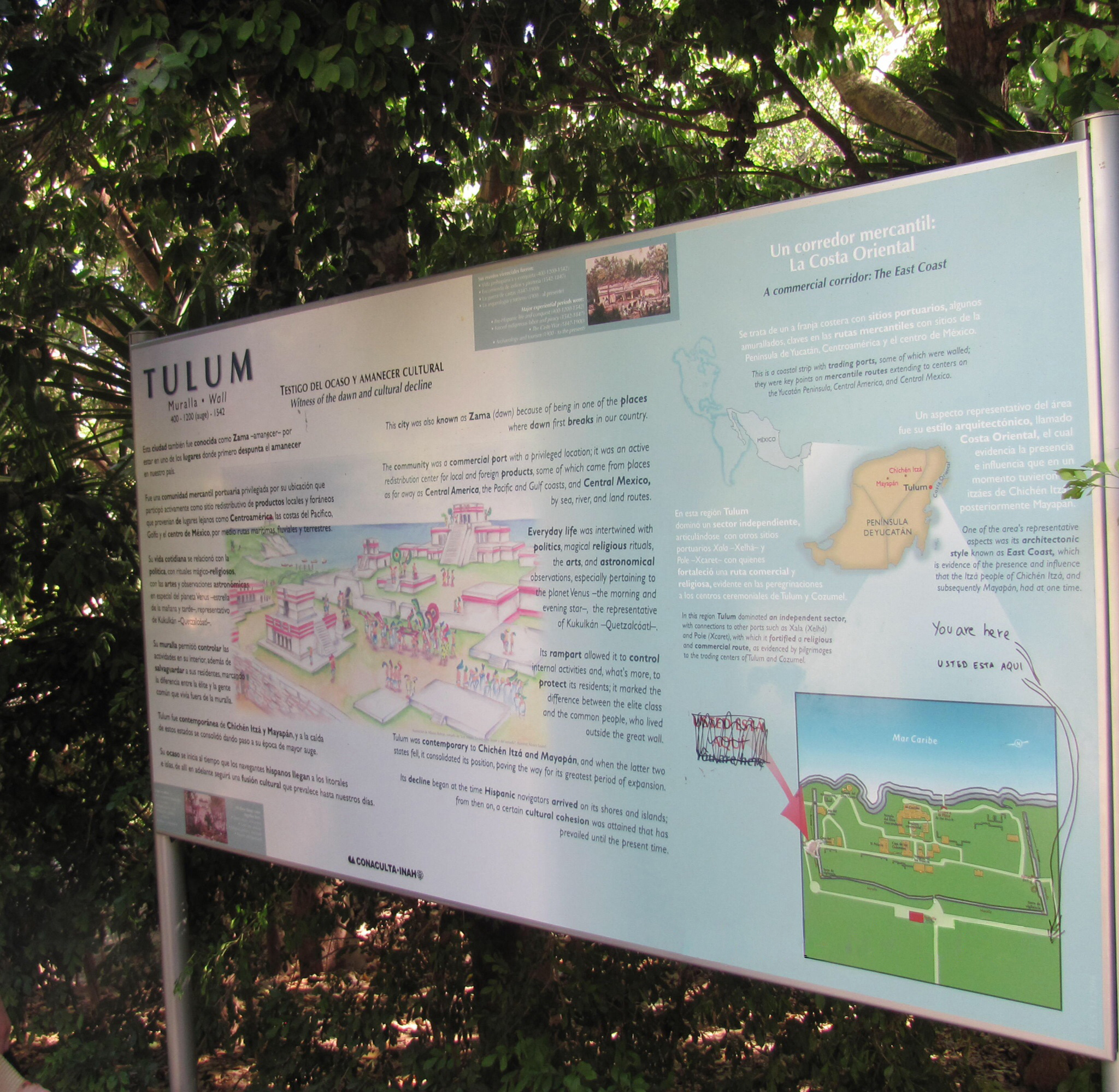
Tulum infopaneel

Een van de bouwwerken diende als een soort vuurtoren. Hier werd 's nachts een vuur aangestoken dat door een opening in een muur scheen. Hierdoor konden de zeelieden tussen de riffen doornavigeren.

Gebouwen op de Tulum site
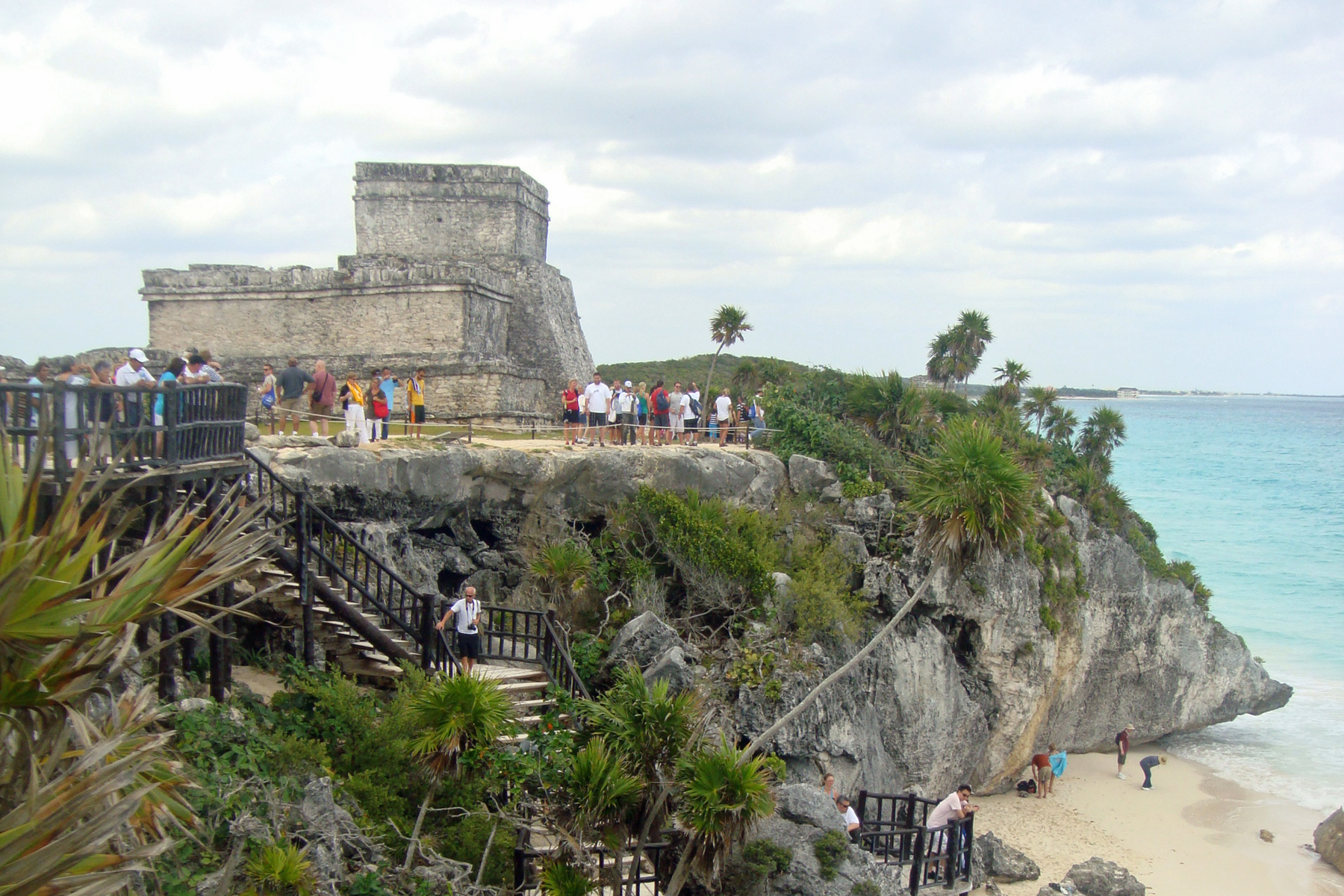
Het kasteel
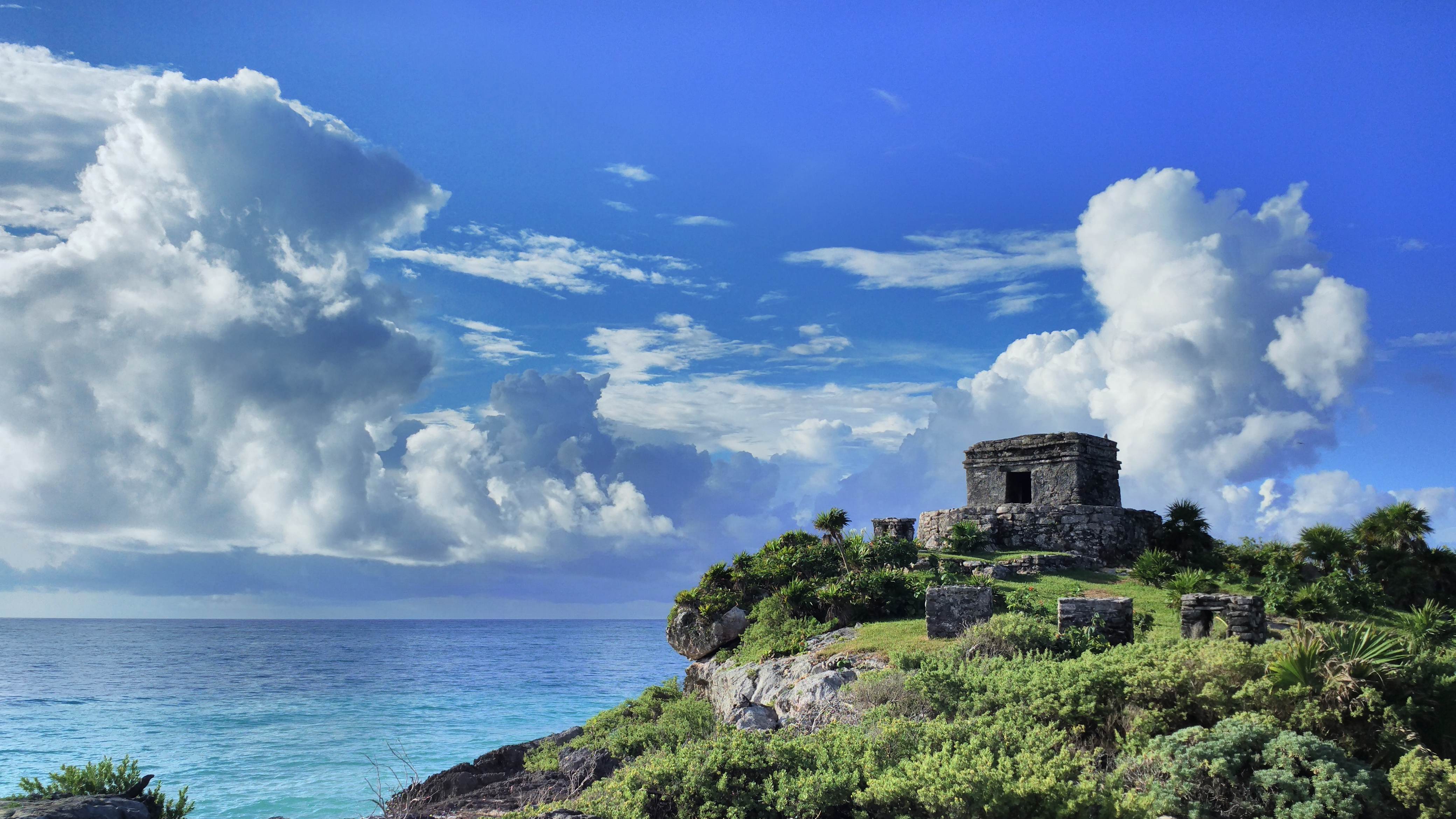
De tempel van de windgod
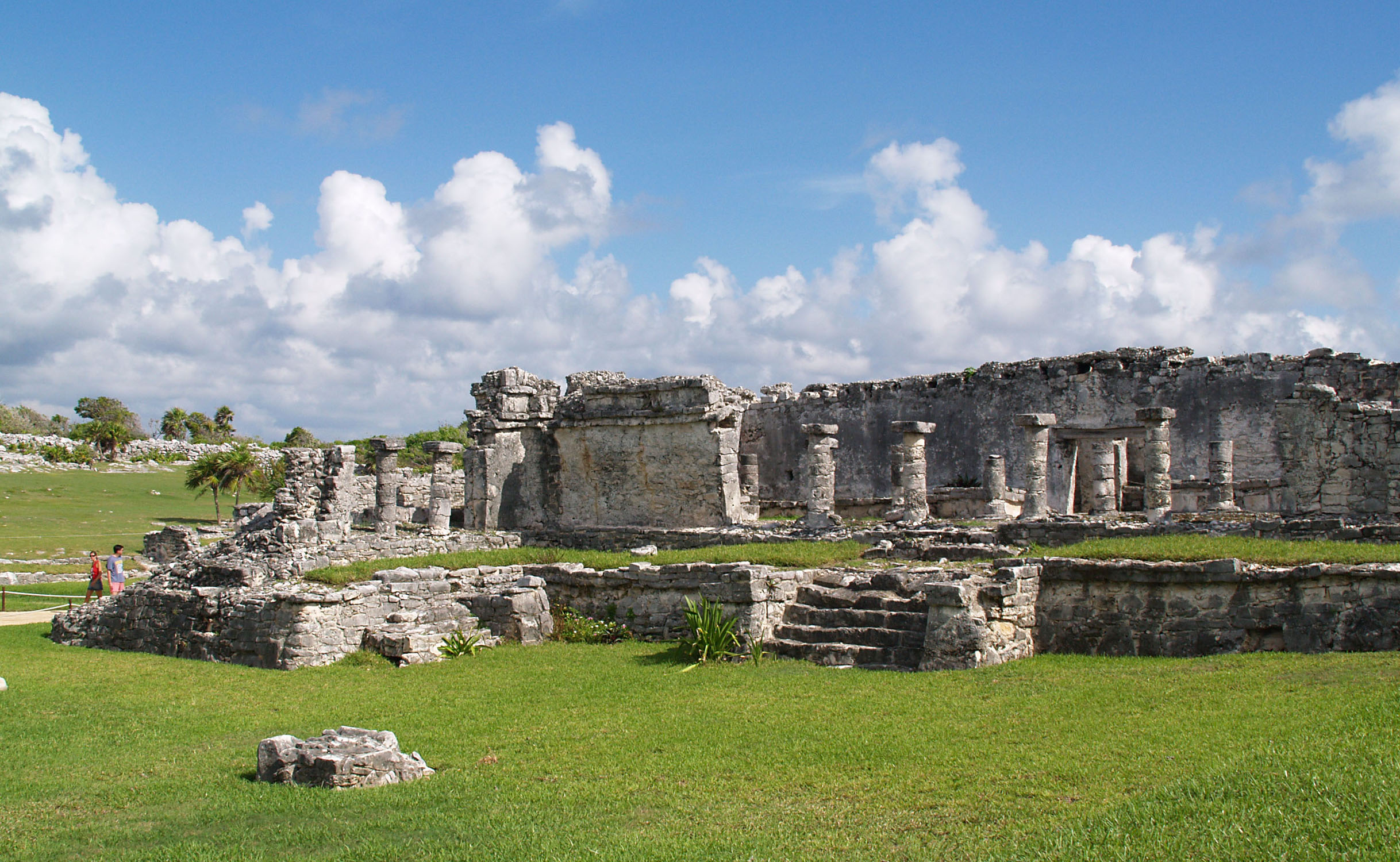
Het zuilenhuis